# Mark Williams (snookerspeler)
Mark James Williams, MBE (Cwm, Ebbw Vale, 21 maart 1975) is een professioneel snookerspeler uit Wales. Williams, bijgenaamd The Welsh Potting Machine, werd in 2000, 2003 en 2018 wereldkampioen snooker. Hij was de eerste linkshandige speler die ooit het WK wist te winnen. Hij heeft in totaal 24 rankingtoernooien gewonnen en stond drie seizoenen lang nummer 1 op de wereldranglijst. Hij was ook twee keer winnaar van het prestigieuze Masterstoernooi.
Tijdens het wereldkampioenschap 2005 maakte hij de eerste maximumbreak in competitie uit zijn carrière. Hij deed dat in de eerste ronde tegen Robert Milkins.
Hij wordt vaak Mark J. Williams genoemd, om hem te onderscheiden van een andere Mark Williams, een Engelse speler uit de jaren 90. Toen Williams in 2000 wereldkampioen werd stuurde men per ongeluk het prijzengeld naar de verkeerde Mark Williams.

## Belangrijkste resultaten

### Rankingtitels
| #   | Seizoen   | Toernooi              | Verliezend finalist | Verliezend finalist | Score  |
| --- | --------- | --------------------- | ------------------- | ------------------- | ------ |
| 1.  | 1995/1996 | Welsh Open            | John Parrott        | ENG                 | 9-3    |
| 2.  | 1996/1997 | Grand Prix            | Euan Henderson      | SCO                 | 9-5    |
| 3.  | 1996/1997 | British Open          | Stephen Hendry      | SCO                 | 9-2    |
| 4.  | 1998/1999 | Irish Open            | Alan McManus        | SCO                 | 9-4    |
| 5.  | 1998/1999 | Welsh Open            | Stephen Hendry      | SCO                 | 9-8    |
| 6.  | 1998/1999 | Thailand Masters      | Alan McManus        | SCO                 | 9-7    |
| 7.  | 1999/2000 | UK Championship       | Matthew Stevens     | WAL                 | 10-8   |
| 8.  | 1999/2000 | Thailand Masters      | Stephen Hendry      | SCO                 | 9-5    |
| 9.  | 1999/2000 | Wereldkampioenschap   | Matthew Stevens     | WAL                 | 18-16  |
| 10. | 2000/2001 | Grand Prix            | Ronnie O'Sullivan   | ENG                 | 9-5    |
| 11. | 2001/2002 | China Open            | Anthony Hamilton    | ENG                 | 9-8    |
| 12. | 2001/2002 | Thailand Masters      | Stephen Lee         | ENG                 | 9-4    |
| 13. | 2002/2003 | UK Championship       | Ken Doherty         | IRL                 | 10-9   |
| 14. | 2002/2003 | Wereldkampioenschap   | Ken Doherty         | IRL                 | 18-16  |
| 15. | 2003/2004 | LG Cup                | John Higgins        | SCO                 | 9-5    |
| 16. | 2005/2006 | China Open            | John Higgins        | SCO                 | 9-8    |
| 17. | 2009/2010 | China Open            | Ding Junhui         | CHN                 | 10-6   |
| 18. | 2010/2011 | German Masters        | Mark Selby          | ENG                 | 9-7    |
| 19. | 2017/2018 | Northern Ireland Open | Yan Bingtao         | CHN                 | 9-8    |
| 20. | 2017/2018 | German Masters        | Graeme Dott         | SCO                 | 9-1    |
| 21. | 2017/2018 | Wereldkampioenschap   | John Higgins        | SCO                 | 18-16  |
| 22. | 2018/2019 | World Open            | David Gilbert       | ENG                 | 10-9   |
| 23. | 2020/2021 | WST Pro Series        | Ali Carter          | ENG                 | n.v.t. |
| 24. | 2021/2022 | British Open          | Gary Wilson         | ENG                 | 6-4    |
| 25. | 2023/2024 | British Open          | Mark Selby          | ENG                 | 10-7   |
| 26. | 2023/2024 | Tour Championship     | Ronnie O'Sullivan   | ENG                 | 10-5   |

### Minor-rankingtitels
| #  | Seizoen   | Toernooi                         | Verliezend finalist | Verliezend finalist | Score |
| -- | --------- | -------------------------------- | ------------------- | ------------------- | ----- |
| 1. | 2010/2011 | Players Tour Championship - PTC1 | Stephen Maguire     | SCO                 | 4-0   |
| 2. | 2012/2013 | Players Tour Championship - ET2  | Mark Selby          | ENG                 | 4-3   |

### Niet-rankingtitels
Belangrijkste titels
| #   | Seizoen   | Toernooi              | Verliezend finalist | Verliezend finalist | Score |
| --- | --------- | --------------------- | ------------------- | ------------------- | ----- |
| 2.  | 1997/1998 | Masters               | Stephen Hendry      | SCO                 | 10-9  |
| 4.  | 2002/2003 | Masters               | Stephen Hendry      | SCO                 | 10-4  |
| 10. | 2024/2025 | Champion of Champions | Xiao Guodong        | CHN                 | 10-6  |

### Wereldkampioenschap
Hoofdtoernooi (laatste 32 of beter):
| #   | Seizoen   | Editie  | Prestatie      | Extra                                   |
| --- | --------- | ------- | -------------- | --------------------------------------- |
| 1.  | 1996/1997 | WK 1997 | Laatste 16     | Verloor met 13-8 van Stephen Hendry     |
| 2.  | 1997/1998 | WK 1998 | Halvefinale    | Verloor met 17-14 van Ken Doherty       |
| 3.  | 1998/1999 | WK 1999 | Finale         | Verloor met 18-11 van Stephen Hendry    |
| 4.  | 1999/2000 | WK 2000 | Wereldkampioen | Won met 18-16 van Matthew Stevens       |
| 5.  | 2000/2001 | WK 2001 | Laatste 16     | Verloor met 13-12 van Joe Swail         |
| 6.  | 2001/2002 | WK 2002 | Laatste 16     | Verloor met 13-9 van Anthony Hamilton   |
| 7.  | 2002/2003 | WK 2003 | Wereldkampioen | Won met 18-16 van Ken Doherty           |
| 8.  | 2003/2004 | WK 2004 | Laatste 16     | Verloor met 13-11 van Joe Perry         |
| 9.  | 2004/2005 | WK 2005 | Laatste 16     | Verloor met 13-12 van Ian McCulloch     |
| 10. | 2005/2006 | WK 2006 | Kwartfinale    | Verloor met 13-11 van Ronnie O'Sullivan |
| 11. | 2006/2007 | WK 2007 | Laatste 32     | Verloor met 13-9 van Joe Swail          |
| 12. | 2007/2008 | WK 2008 | Laatste 16     | Verloor met 13-7 van Ronnie O'Sullivan  |
| 13. | 2008/2009 | WK 2009 | Laatste 32     | Verloor met 10-7 van Stephen Hendry     |
| 14. | 2009/2010 | WK 2010 | Laatste 16     | Verloor met 13-10 van Ronnie O'Sullivan |
| 15. | 2010/2011 | WK 2011 | Halvefinale    | Verloor met 17-14 van John Higgins      |
| 16. | 2011/2012 | WK 2012 | Laatste 16     | Verloor met 13-6 van Ronnie O'Sullivan  |
| 17. | 2012/2013 | WK 2013 | Laatste 32     | Verloor met 10-6 van Michael White      |
| 18. | 2014/2015 | WK 2015 | Laatste 32     | Verloor met 10-2 van Matthew Stevens    |
| 19. | 2015/2016 | WK 2016 | Kwartfinale    | Verloor met 13-3 van Ding Junhui        |
| 20. | 2017/2018 | WK 2018 | Wereldkampioen | Won met 18-16 van John Higgins          |
| 21. | 2018/2019 | WK 2019 | Laatste 16     | Verloor met 13-9 van David Gilbert      |
| 22. | 2019/2020 | WK 2020 | Kwartfinale    | Verloor met 13-10 van Ronnie O'Sullivan |
| 23. | 2020/2021 | WK 2021 | Kwartfinale    | Verloor met 13-3 van Mark Selby         |
| 24. | 2021/2022 | WK 2022 | Halvefinale    | Verloor met 17-16 van Judd Trump        |
| 25. | 2022/2023 | WK 2023 | Laatste 16     | Verloor met 13-11 van Luca Brecel       |
| 26. | 2023/2024 | WK 2024 | Laatste 32     | Verloor met 10-9 van Si Jiahui          |
| 27. | 2024/2025 | WK 2025 | Finale         | Verloor met 18-12 van Zhao Xintong      |

## Trivia
- Hij is getrouwd met Joanne, het koppel heeft drie zonen: Connor, Kian en Joel.
- Hij heeft op zijn arm een tatoeage van de Welshe Draak die de Engelse vlag opeet.
- Hij was in zijn jeugd een fanatiek bokser.
- Hij is goed bevriend met bokser Joe Calzaghe.
- In 2004 werd Williams benoemd tot Lid in de Orde van het Britse Rijk.
- In 2018 na het behalen van de wereldtitel, stond Williams, na een oude belofte, de pers naakt te woord.[1]
- In 2025 werd hij de oudste finalist van het wereldkampioenschap snooker.[2]

Joe Davis · Walter Donaldson · Fred Davis · Horace Lindrum · John Pulman · John Spencer · Ray Reardon · Alex Higgins · Terry Griffiths · Cliff Thorburn · Steve Davis · Dennis Taylor · Joe Johnson · Stephen Hendry · John Parrott · Ken Doherty · John Higgins · Mark Williams · Ronnie O'Sullivan · Peter Ebdon · Shaun Murphy · Graeme Dott · Neil Robertson · Mark Selby · Stuart Bingham · Judd Trump · Luca Brecel · Kyren Wilson · Zhao Xintong